# 普利策山
普利策山（英語：Mount Pulitzer），是南極洲的山峰，位於阿蒙森海岸，處於格里菲思山東北面13公里，屬於毛德王后山脈的一部分，海拔高度2,155米，在1934年12月由美國探險隊發現，現時由南極條約體系管理。